# Форт, Корнелия
Корнелия Кларк Форт (англ. Cornelia Clark Fort; 5 февраля 1919 — 21 марта 1943) — американская лётчица, получившая известность в связи с двумя авиационными событиями. Сопровождая гражданский учебный самолёт в Пёрл-Харборе, она стала первым пилотом США, столкнувшимся с японским воздушным флотом во время атаки на Пёрл-Харбор, и едва избежала авианалёта на аэродром после приземления. В следующем году Форт стала вторым членом Женской службы пилотов Военно-воздушных сил США и служила в качестве пилота вспомогательной авиации, став первой женщиной-пилотом в американской истории, погибшей на действительной военной службе.

## Ранняя жизнь
Форт родилась в состоятельной и уважаемой семье из Нашвилла, штат Теннесси: её отец, Руфус Элайджа Форт, был одним из основателей национальной компании страхования жизни от несчастных случаев. Окончила Колледж Сары Лоуренс в 1939 году. После окончания колледжа Форт присоединилась к Молодёжной лиге Нэшвилля. Она рано заинтересовалась полётами и в итоге прошла обучение и получила лицензию пилота на Гавайях.

## Атака на Пёрл-Харбор
Во время работы в качестве гражданского пилота-инструктора на базе Пёрл-Харбор Корнелия Форт случайно стала одним из первых свидетелей японской атаки на Пёрл-Харбор, которая привела к вступлению Соединённых Штатов во Вторую мировую войну. 7 декабря 1941 года Форт находилась в воздухе около Пёрл-Харбора, обучая принципам взлёта и посадки пилота-студента моноплана Interstate Cadet. Этот самолёт и несколько других гражданских самолётов были единственными американскими самолётами, находившимися в воздухе недалеко от бухты в то время. Форт увидела военный самолёт, летевший прямо на них, и быстро взяла управление самолётом у её подшефного, чтобы подняться выше летевшего навстречу самолёта. Именно тогда она увидела эмблему восходящего солнца на крыльях самолёта. Через несколько мгновений она увидела клубы чёрного дыма, идущие от Пёрл-Харбора, и бомбардировщиков, атаковавших базу. Она быстро посадила самолёт в гражданском аэропорту Джона Роджерса в бухте Пёрл-Харбора. Самолёт Mitsubishi A6M Zero обстрелял её самолет и взлётно-посадочную полосу, когда она и её студент побежали в укрытие. Директор аэропорта был убит, а два других гражданских самолёта не вернулись в то утро.

## Военная служба
В связи с прекращением всех гражданских рейсов на Гавайи Форт вернулась на материк в начале 1942 года. Она сняла короткометражный фильм в поддержку военных облигаций, который был успешным и привёл к приглашениям её к участию в ряде конференций. В том же году Нэнси Лав завербовала её для работы в недавно основанной Женской Вспомогательной эскадрилье, предшественнике Женской службы пилотов Военно-воздушных сил США (WASP). Она стала второй женщиной, принятой на службу. Пилоты WASP сопровождали военные самолёты на базы на территории Соединённых Штатов.

## Смерть
Служа в 6-й группе сопровождения, базировавшейся в Лонг-Бич, штат Калифорния, Корнелия Форт стала первым погибшим пилотом WASP 21 марта 1943 года другой самолёт врезался в левое крыло BT-13, которым управляла она; столкновение в воздухе произошло в десяти милях к югу от Меркеля, штат Техас. На момент катастрофы Корнелия Форт являлась одним из самых опытных пилотов WASP. На надгробной плите её могилы высечено: «Погибла на службе своей стране».

## Память
В фильме «Тора! Тора! Тора!» актриса Джефф Доннелл сыграла Корнелию Форт.
Аэропорт Корнелии Форт в Ист-Нэшвилле назван в её честь.